# Историја Норвешке
Историја Норвешке је историја краљевине Норвешке и подручјка која представљају данашњу Норвешку.

## Праисторија и стари век
Прва насеља на територији данашње Норвешке настала су око 6 000 године п. н. е. Касније су на ове просторе дошли Германи, који се стапају са староседеоцима и тако настаје Норвешки народ.
Око 800. п. н. е. на подручју Норвешке су настали рунски натписи. За то време у Норвешкој ничу бројна мала и примитивна краљевства, на чијем челу се налазио вођа (јарл), који се саветовао са племством. Касније је створен и савез норвешких племена, која су своја питања решавали у заједничкој скупштини, која је бирала краља савеза. Ова племена нису улазила у везе са старим Швеђанима и Данцима.

## Средњи век

### Норвешка у раном средњем веку
Норвешка је у свом друштвеном развитку заостајала иза других делова Скандинавије, и зато се у њој сачувало далеко више старинских установа и обичаја који омогућују да се реконструише онај поредак који је у раније време постојао и у другим деловима Скандинавије.
Скандинавци Норвешке делили су се на мноштво ситних племена — филка (fylke, немачко volk), расутих по заливима који дубоко залазе у полуострво (такозваним фјордовима) и међусобно одвојеним високим планинама. На челу сваког од њих стајао је посебан племенски вођа, такозвани јарл.
Више филка уједињавало се у крупније племенске савезе, са заједничким народним скупштинама (thing), на које се сакупљало читаво слободно становништво. Постојала су и већа старешина. На челу појединих племенских удружења појављују се и краљеви.
Сваки филк делио се на сатније (herad), са сатником на челу (hersir). Основицу друштва чинили су слободни сељаци, који су се звали бонди (bonde). Они су се састајали на народне скупштине — тинге — и решавали на њима своја локална питања.
Даље уједињавање племена Норвешке доводи до тога да се у њој формирају четири велике области, свака са својим самосталним тингом, својим посебним законом и посебним месним обичајима. У њима се појављују краљеви, који се бирају на тинзима. Ако краљ не задовољава захтеве становништва, незадовољници разашиљу по читавој земљи стрелу, која представља знак да краља треба свргнути с престола и убити. Према томе, у то доба почиње већ да се распада родовско друштво, да се образују класе и формира држава; притом поред слободних сељака -— бонда и представника родовске аристократије — јарла, постоје још и робови. Око јарла почињу да се окупљају дружине.
Становништво се бави углавном ловом и риболовом, јер географски услови за бављење земљорадњом у већим размерама нису у Скандинавији повољни. Због посебне важности риболова знатан развитак достиже морепловство, а у вези с тим и гусарство и трговина. Трговало се сушеном рибом, крзнима и другим локалним производима.
С распадањем родовских односа и образовањем крупнијих краљевина поједини представници аристократије, који нису желели да се покоравају краљевој власти, сакупљају своје дружине и организују прекоморске походе, у које увлаче и вишак становништва.
Распадање родовских односа и образовање класа најраније се запажа код Шведа, или Свиона. Још у Тацитово време ту је постојала јака краљевска власт и имовинска неједнакост. Како каже Тацит, код њих „богатство ужива велико поштовање”. Тацит код Свиона разликује низ сталежа: аристократе, слободне људе, ослобођенике и робове.
Услед распадања родовског поретка, класне диференцијације и пренасељености, узимају маха поморство и гусарство, посебно почев од IX века. За период од IX до XI века карактеристични су походи појединих вођа, такозваних поморских краљева — викинга (од речи „вик” — залив, драга). Ти су одреди поморских краљева на својим бродовима, такозваним „морским вуцима” или „морским коњима”, у које је могло да стане 60—70 војника, предузимали понекад врло далеке препаде. Тако се код Скандинаваца гусар, војник и трговац уједињују у једно лице.

### Викинзи

#### Освајања и путовања
Данци, Норвежани и Швеђани (Скандинавци, Викинзи или Нормани) предузимају нападе на Ирску и још у IX веку образују у њој — углавном на источној обали и на југу земље — низ мањих скандинавских (норманских) „држава”. Ове скандинавске насеобине одржавале су се ту до краја IX века, када су Скандинавци открили Исланд (878 г.), куда је кренула главна струја колонизатора из Норвешке. Ту су се почели селити, с једне стране, сељаци који у отаџбини нису могли наћи земље за бављење земљорадњом, а с друге стране — они незадовољни представници аристократије који су чинили опозицију према краљевској власти, а морали да признају безизгледност даље борбе. Скандинавци су населили и друга острва северно од Енглеске.
Насеља Скандинаваца у Ирској почела су у великој мери опадати, а њихово становништво је у знатном степену келтизовано. На Исланду су се пак дуго времена сачували старински обичаји, старији друштвени односи и начин живота него у самој Скандинавији, као и староскандинавска култура. На Исланду су записане староскандинавске песме и саге, које су чували и предавали многобројни певачи или приповедачи, такозвани скалди. Познато нам је најкрупније дело те врсте — „Еда”, у прози и стиху, које у себи садржи мноштво старинских легенди.
Али се географска открића Скандинаваца нису завршила са открићем и насељавањем Исланда. У X веку они су открили Гренланд. У легендама о тој земљи казује се да је била настањена патуљцима (Ескимима). Тамо су кренули колонизатори са Исланда. Исландска колонија на Гренланду постојала је све до XVI века, а затим је ишчезла.
Постоје подаци о томе да су око 1000 г. Нормани доспели у Северну Америку, где су чак основали колонију, која је трајала све до XIV века. Али су сва та открића носила случајан карактер и нису оставила никаквог трага у економској и културној историји Европе.

#### Путовања на Исток
Нормани су предузимали и поједине путеве на Исток и север. Они су ширили своја освајања на север Норвешке, покоравајући финска племена и намећући им данак. Из англосаских извора познат нам је опис газдинства једно крупног газде-Норвежанина, по имену Отера, који је живео у IX веку на крајњем северу Норвешке. „Отер је поседовао северне јелене, бикове, овце, свиње. Финци су му плаћали данак у кожама оваца или видри, медведа или северних јелена, у перју птица, ужадима, кожама, китовим костима” и другом.
Путовања у трговачке сврхе предузимана су и даље на север. Нормани су долазили до Белог Мора и стизали до земље „Биармије”, у коју су продирали преко Белог Мора реком „Дином”. Очевидно да се под том реком подразумева Северна Двина, па се земља Биармија може према томе тражити у сливу реке Двине, можда у области насељеној племеном Перм, од кога је могла добити назив и сама област. У Шведској је нађено много источног сребрног новца из тог периода; он указује на то да су Швеђани водили живу трговину са Истоком, вероватно Волгом, посредством бугарске државе. Они су путовали и великим путем „од Варјага до Грка”, тј. Византије. Дуж тог пута Нормани су се настањивали по појединим местима као војне дружине.

#### Путовања ка Западној Европи
Најзад, Нормани су у то време предузимали и експедиције на југ. Они су освојили, као што је већ речено, знатан део Енглеске, и неко време Енглеска је улазила у састав једне од крупних скандинавских држава — Данске. Они су продирали и у дубину Француске, пењући се уз реке Сену и Лоару. 886 г. Нормани су опсели и сам град Париз, а 911 г. образовали Нормандиско војводство, са својим вођом Ролоном на челу (види главу V, § 3).
У својим налетима Нормани су долазили до Шпаније и Средоземног Мора. 844 г. предузели су напад на обале Астурије (северна обала Шпаније), али су били одбијени. Пљачкали су и обале арапске Шпаније, северне обале Африке, Балеарска Острва (Минорку и Мајорку); њихове дружине продирале су чак до јужне Италије и Сицилије. У XI веку Шпанци су узимали такве дружине као најамнике ради борбе са Арабљанима. Скандинавци су често предузимали појединачна путовања у верске сврхе у Палестину, ради поклоњења такозваном „гробу господњем”, при чему су успут понекад пљачкали становништво. У Италији се први пут појављују отприлике средином IX века. Феудалци јужне Италије често су позивали Нормане као најамнике. Као резултат насељавања на земљу група и читавих одреда таквих норманских најамника, образована је тридесетих година XI века грофовија Аверза. 1042 г. један од вођа најамних одреда Нормана добио је у феуд територију у Кампанији заједно са градом Гаетом. 1043 г. читаву западну Апулију освојио је један други воћа норманских одреда — Виљем Гвоздена Рука.
Нормани су постепено проширили своју власт и на суседне земље. Виљем Гвоздена Рука почео је да осваја Беневент. Нормани воде борбу с папама, који су њихово учвршћивање у Италији сматрали испрва опасним по себе, али доцније те исте папе почињу да искоришћавају Нормане у своје сврхе.
Један од крупних вођа Нормана, Роберт Гвискар, добио је 1059 г. од папе титулу војводе од Апулије и Калабрије. Од 1060 г. Роберт и његов брат Рожер приступају освајању Сицилије, која је тада припадала Арабљанима, и 1071 г. заузимају читаво острво. На крају крајева (у XII веку) извршено је уједињење појединих норманских држава пониклих на италијанском тлу. На југу Италије образована је прилично крупна и јака краљевина, састављена од Сицилије, Калабрије и Апулије.

#### Култура и религија
Нормани Скандинавије дуго времена су остали пагани. Уједињење норманских племена довело је до тога да се код њих образовао доследан систем верских представа, са читавим пантеоном богова, на чијем су се челу налазили бог Один, његова жена Фреја и син Тор. Од почетка VIII века почиње да се шири и хришћанство.
Врховно божанство Скандинаваца био је бог неба Один, или Вотан. У доба после „велике сеобе народа” то божанство постаје божанством виших класа, божанством младе класе феудалаца и дружина којима су окружени. Народне масе клањале су се другом божанству — Тору (или Донару код Германа), божанству грома. Один је замишљан оцем свих богова. Он је обично приказиван како седи на белом коњу с копљем и мачем у рукама, са златним шлемом, који треба да симболизује сунце на плавом небу. Он носи плав или модар плашт, који симболизује боју неба. Понекад се Один ликовно представља једнооким, јер небо има само једно око — сунце; он носи на глави шешир са широким ободом, који понекад надвија над очи. Тада се небо прикрива облацима. Он је божанство рата. Один влада у Валхали. То је место куда одлазе јунаци пали у боју док људи који нису погинули у борби одлазе у подземно царство. Он је окружен борбеним валкирама. Один је и бог ваздуха и, праћен својом свитом, језди у облику ветра земљом. Доцније, с развитком културе, писмености, поезије, он постаје и божанство културе, бог поезије, проналазач писма и бог сваког чаробњаштва.
Други бог, Тор, обично се представља са муњом, јер симболизује гром. Он има риђу браду и вози се на колима у која су упрегнути јарци. Тор је заштитник нижих класа — сељака и робова, који после смрти не одлазе у Валхалу него у царство бога Тора.
Од осталих богова посебно се истиче син Одинов — светло божанство Балдур, бог светлости. Постоји мит о његовој смрти, коју су оплакали сви богови и цела природа. Балдуру је проречено да мора погинути. Његова мати, богања Фреја, почела је да моли читаву природу да јој поштеди сина. Али је заборавила да се обрати једној малој биљци — имели. Када су сви богови почели да кушају Балдурову моћ да не може бити рањен, он је за све то време остао читав и неповређен, али, наговорен од злога бога Локија, његов слепи брат ударио је Балдура граном имеле. То је изазвало смрт светлог божанства, које ће, међутим, опет васкрснути. Ми ту запажамо мит у вези са представом о годишњем умирању и поновном рађању светлог божанства сунца.
У пантеону скандинавских божанстава постојало је и зло божанство — Локи. Он је бог ватре, али у исто време и божанство које је непријатељски расположено према свим светлим боговима. Он је отац светског змаја, отац светских вукова, отац богиње пакла, отац светског зла. Сва зла божанства, на челу са богом Локијем, устаће једном против врховних светлих божанстава, и свет ће пропасти, после чега ће доћи до новог стварања света на новим принципима.
Богови код Скандинаваца имају исте групе које постоје и на земљи: они се такође деле на родовске групе. Постојале су две групе богова, ази и вани, између којих се водила огорчена борба; али је затим дошло до измирења тих божанстава, при чему су једни другима дали таоце.
Сви ови митови указају на то да је религија Скандинаваца представљала уједињење разних племенских религија.

#### Образовање Норвешке краљевине
Као датум почетка образовања Норвешке краљевине може се сматрати година 885, у којој је Харолд Харфагер (Лепокоси) приступио уједињавању појединих племена и протерао месне јарле, који су стајали на челу појединих самосталних филка. За владе његовог праунука Олафа II Дебелог (1015—1027 г.) дефинитивно је извршено уједињење читаве Норвешке; притом је звање јарла било сасвим укинуто.

### Особености социјалног уређења Норвешке
Историја Краљевине — Норвешке — одликује се знатном специфичношћу у односу на остале скандинавске земље. У норвешком се друштву феудализам развијао врло слабо. Слободни сељаци-сопственици чинили су током читавог Средњег века основицу социјалног уређења Норвешке. Снага норвешке аристократије није се заснивала на експлоатацији сељаштва већ на раду робова, поморским разбојништвима и делом на трговини.
Специфичност социјалног уређења Норвешке одредили су делом њени природни услови. Становништво те планинске и шумске земље с дугачком обалском линијом, дубоко испресецаном фјордовима, које је и данас крајње ретко, било је у Средњем веку још ређе. Било је врло мало земље подесне за обрађивање, она је у малим парцелама лежала између брда и шума. Део становништва живео је по фјордовима, бавио се риболовом и морепловством. Из те средине полазили су смеони морнари и гусари у епохи викинга. Већи део Норвежана бавио се земљорадњом и сточарством: особености норвешких предела одредиле су и особености њеног аграрног уређења. У њој су се сачували несумњиви трагови првобитног општинског поретка, посебно у поседовању шума. Али у исто време ретке и разбацане парцеле погодне за обрађивање чиниле су сеоска насеља немогућним. Норвешки сељаци (с малим изузецима) становали су у индивидуалним имањима, често разбацаним на великом међусобном растојању, при чему су земљишта једног имања ретко била заједно већ су се обично састојала од разбацаних комада. Ти услови крајње су отежавали развитак крупног земљопоседа и организацију властелинског газдинства. Борба са суровом природом челичила је норвешког рибара и сељака, развијала у њима дух независности и вољу да се супротставе свим покушајима лишавања слободе.
Оскудно норвешко тле давало је мало жита. Оно је Норвешку учинило зависном од земаља које су у њу увозиле жито, пре свега од Данске. У Норвешкој, се стално стварао вишак становништва који није налазио хлеба у самој земљи. На тој бази развија се гусарство, служење у најамничким војскама, освајање земаља преко мора ради колонизације, а доцније — трговачко морепловство.

### Почеци феудализма
Видели смо у Норвешкој почетак социјалне диференцијације, одвајање родовске аристократије, образовање дружина и постанак краљевске власти. Постојање патријархалног ропства код Норвежана допринело је образовању родовске аристократије. У Норвешкој се запажају и први кораци феудализма који су нам познати из историје других земаља. Али напред побројени услови задржавали су у Норвешкој процес феудализације. У X и XI в. извршено је покрштавање Норвешке, које је наишло на јак отпор народа, а које је завршио краљ Олаф Дебели, или Свети (1015—1030 г.). Црква је у XI и XII веку искористила борбу која је избила међу претендентима на престо, да би повећала своје поседе и ојачала свој утицај. Црква је потчинила свом утицају избор краља, почела да купи десетак од читавог становништва, стекла потпуну независност од краљевске власти у питању постављања лица на црквене положаје. У савезу са аристократијом она је тежила да потчини себи сељаштво.

### Борба слободног сељаштва са свештенством и аристократијом
Свемоћ вишег свештенства и аристократије, који су тежили да у Норвешкој заведу чисто феудални поредак, изазвала је устанак ситног племства и сељаштва. Устаници (такозвани биркебејнери) разбили су аристократију упркос помоћи коју су овој пружили Данци. Краљ Магнус који се налазио на челу аристократије био је убијен, а вођ устанка Свере проглашен за краља (1184 г.). Све привилегије цркве биле су укинуте, а епископи принуђени да напусте земљу. Иноћентије III бацио је на Норвешку интердикт и искључио Свереа из цркве, али — без резултата.
Борба између аристократије и сељаштва овим није престала. Црква је успела да добије натраг неке од својих привилегија (ослобођење црквених поседа од обавезе да дају војнике, слободу црквених избора, независност црквеног суда), али она више није могла да себи поврати ранији политички утицај. Ослањајући се на ситно племство и слободно сељаштво, краљевска је власт постепено сужавала привилегије аристократије и, најзад, уништила аристократске титуле (јарла и лендерменда). Томе је допринело и пропадање економске основице на којој се заснивала аристократија у Норвешкој: ропства, гусарства и прекоморске трговине. Гусарство и хватање људи у ропство све више припада прошлости, а трговином све више овладавају северонемачки градови.
За време краља Магнуса Поправљача закона (1263—1280 г.) победа над аристократијом учвршћена је кодификацијом обичајног права земље. Краљевски савет се састоји од чиновника које именује краљ, важније ствари решавају се на народним скупштинама — тингима — у четири области на које се делила Норвешка. Сем тога, сазиван је алтинг (општа скупштина) у Бергену. Норвешка је коначно постала земља малог слободног земљопоседа.

### Норвешка у унији са Шведском
Али је Норвешкој претила опасност с друге стране. Окружена феудалним државама, јачим но што је била сама, од којих је уз то зависила у снабдевању житом, она је била принуђена да се потчињава час једној час другој. То потчињавање добија у почетку облик персоналне уније, а затим иде много даље. Шведски краљ Магнус Ериксон (1319—1363 г.) наследио је од свог деда, норвешког краља Хакона V, норвешку круну. Унија Норвешке и Шведске одржала се током већег дела XIV в. (1319—1371 г.), не вршећи, уосталом, приметни утицај на уређење Норвешке, која је сачувала своје старо право и политичку организацију.
Утицај феудалне аристократије је за то време растао. Власт је све више прелазила на државни савет, који су чинили представници више аристократије.
Магнусова спољна политика, усмерена против Новгорода, била је неуспешна и није му донела ништа друго сем дугова. Он је узимао зајмове и од папа, и пошто их није вратио, био је искључен из цркве. Аристократија, незадовољна њиме, више пута је дизала устанке против њега и, најзад, га је збацила 1363 г. На престо је био изабран Албрехт, син мекленбуршког војводе. Аристократија се користила његовим избором да бидошла до нових привилегија. За његове владе државни је савет присвојио низ широких политичких права: попуњавање савета новим члановима било је остављено самом савету; савет је имао искључиво право да дели земљишне поклоне. Ово право чланови савета су, као и у Данској, широко користили да се лично обогате. Шведски феудалци и Немци који су дошли са Албрехтом жестоко су угњетавали шведско сељаштво, Немци су преплавили шведске градове и узели у њима сву власт у своје руке. Феудалци су некажњено по читавој земљи вршили пљачке и убиства.

### Калмарска унија
Маргарета, данско-норвешка краљица је постигла да на дански престо буде изабран њен малолетни син Олаф, који је 1380 г. наследио и норвешки престо. Маргарита је као регенткиња владала обема државама. Олаф је умро 1387 г. и Маргарита је постала краљица. Користећи се унутрашњом борбом у Шведској, она је добила и шведску круну (1389 г.). Она је сада стајала на челу врло велике европске државе. Маргарита је тежила да учврсти уједињење три северне краљевине, да их обезбеди својој династији и да у исто време створи политичку превласт Данске у тој заједници. Она је постигла да њен братанац из трећег колена, Ерик Померански, буде изабран најпре за краља Норвешке, а онда Данске и Шведске. 1397 г. у Калмару, на скупу духовне и световне аристократије све три краљевине, Ерик је био свечано крунисан за краља Данске, Шведске и Норвешке. Услови под којима су се све три земље ујединиле нису били формално утврђени, али је Калмарска унија у целини доносила све користи само Данској.
Маргарита је и даље владала земљама Калмарске уније све до своје смрти (1412 г.). »Читаву данску аристократију обузео је страх од мудрости и моћи те жене« — каже савремена хроника. Маргарита је водила самовласну политику у тежњи да себи потчини феудалце на свим њиховим поседима. Својим најближим људима она је обилно делила феуде и епископска места како у Данској, тако и у Шведској и Норвешкој.
Калмарска унија је била изузетно опасна по Норвешку, јер је та унија била погодна само за Данску, која је тежила да се користи изворима богатства других двеју скандинавских земаља за своје интересе. Данска влада привукла је на своју страну више свештенство у Норвешкој, попунила државни савет Норвешке Данцима, увела низ нових пореза, пошто су јој били потребни новац и људи за њене ратове, за које Норвешка није била заинтересована. Један од начина експлоатације Норвешке било је кварење монете за коју је данска влада захтевала да се прима по номиналној вредности, тражећи у исто време да јој се плаћа монетом пуне вредности. Део норвешке територије (Шетландска и Оркадска острва) Данска је продала шкотском краљу. У Норвешкој су више пута избијали устанци против режима који су увели Данци; Норвешка се прикључивала устанцима у Шведској и тежила да нађе ослонац код шведских краљева склапајући с њима унију. Али је Данска успевала да војном снагом угуши те устанке и обнови унију с Норвешком. Нарочито упоран устанак избио је 1501 г., када су норвешки сељаци, под воћством Кнута Алфсена, до ногу потукли данску војску. Но на крају крајева Данци су знали да лукавством и силом потчине Норвежане и да терором учврсте данску власт.
На тај начин, уз сву специфичност свог друштвеног уређења Норвешка није избегла да се потчини феудалној експлоатацији, која је карактеристична за читав Средњи век у Европи. Али је у Норвешкој феудална експлоатација добила специфичну форму политичке зависности сељака, који су сачували своју слободу и својину од феудалне аристократије Данске, која је Норвешку експлоатисала порезима и регрутовањем.
Крајем XIV в. престао је да се, у Данској, сазива такозвани Danehof — представништво сталежа, у које су улазили и грађани и слободни сељаци. Власт се све више концентрисала у рукама сталног управног органа — државног савета (Rigsraad), састављеног од аристократије. У њему су заседала сва седморица данских епископа с лундским архиепископом на челу и око двадесетак световних велможа. Тај је савет потпуно потчинио себи краљевску власт. »Капитулације«, које су издавали краљеви ступајући на престо, све су више проширивале привилегије и компетенцију државног савета. »Капитулација« краља Кристиана I (средином XV в.) коначно је потчинила краљевску власт државном савету. Проглашена је изборна монархија«, и краљ без сагласности савета не само да није могао делити лена, убирати порезе и објављивати рат, већ ни управљати својим доменима.. »Капитулација« Ханса претила је срамним изгнанством из државног савета сваком његовом члану који би ишао против својих другова и почео да тражи краљеву наклоност. »Капитулација« његовог наследника Кристијана II унела је обавезу да се најбоља лена у земљи деле само члановима државног савета. Аристократији су предата у руке права јурисдикције, укључивши и смртну казну. У њену корист била су донета ограничења наследних права слободног сељаштва. Данска улази у XVI век као феудално-кметска држава, којом управља олигархија духовних и световних магната.

## Нови век

### Распадање Калмараске уније и увођење реформације
Од калмарске уније (1397) Данска, Норвешка и Шведска под врховном су влашћу данске краљевине, којом Шведи беху незадовољни. У почетку је реформације скандинавским краљевинама владао опаки Христијан II (Северни Нерон 1513—23) који својим оштрим казнама над незадовољним Шведима (стокхолмски покољ 1520) изазва устанак у Шведској. На чело се устанку стави знаменити Густав Васа (1523—60), кога по успеху Шведи изаберу за свог краља. У исто време пак Данци свргну с престола Христијана II и доведу на престо његова стрица Фридриха I (1523—33), шлезвигхолштајнског херцега, који призна Густава Васу за шведскога краља, те се тако распаде калмарска унија.
Ове политичке промене учине да се и реформација заведе у скандинавским краљевинама. Да би побољшали привредно стање у својим земљама и да би учврстили своју власт, оба нова краља намисле да одузму црквена добра и тим да ослабе моћ духовништву, а у овим се својим намерама ослоне на племство, с којим поделе одузете земље црквене. Сазвани сабори за Данску и Норвешку (у Оденсу 1527) и за Шведску (у Вестеросу исте године) приведу у дело жељу ових краљева и одобре реформацију у духу Лутерова учења.

### Тридесетогодишњи рат
После је победе Фердинанд, цар Светог римског царства, намеравао да све пређашње духовне владавине немачке поврати од протестаната католицима и да Немачку такође учини католичком, послушном и уједињеном, али северни немачки кнезови позову у помоћ данско-норвешког краља Христијана IV, против кога одмах посла Тила. У исто време предложи Фердинанду чешки гроф Валенштајн (1583—1624), да скупи засебну војску која неће зависити од лиге. Овај славољубиви васпитаник језуитски, будући ожењен богатом наследницом, накупова доста одузетога имања од чешких племића, те својим богаством и необичном изданошћу убрзо скупи на педесет хиљада војника од разних народности и вероисповести. С овом се војском, која је све пљачкала на путу, крене Валенштајн на север и стаде свуда успешно повраћати католицизам и ширити царску власт, намеравајући уз то задобити немачком цару превласт над Балтичким морем, а и за себе заузети коју кнежевину. Данска, с којом је у савезу била Енглеска и Холандија, би побеђена и затражи мир, који се закључи под погодбом да јој се поврате заузете покрајине и да се не меша у немачке послове. Осећајући се и у овом другом ратном времену (1625—29) потпуним победиоцем, Фердинанд изда реституциони едикт о одузимању духовних имања од протестаната. Сам Валенштајн говораше да је у Немачкој сувише кнежева и да јој треба један господар као и у Шпанији. На ово се уплаше и католички кнезови, а Максимилијан Баварски поче завидети цару. Нешто због овог а нешто због пљачкања Валенштајнове војске и подстицања са стране, цар мораде пристати на предлог католичких кнежева да се Валенштајн отпусти и његова војска распусти.

### Нови сукоб с Шведском
Данска-Норвешка је имала неколико сукоба с Шведском, не губивши наду у повретак власти над Скандинавијом; али сви ти сукоби беху на штету Данске-Норвешке која се нарочито трудила да сачува свој положај на улазу овог мора, где је наплаћивала велику царину на пролазну купљу. Касније Карло X Шведски (1664-60) још једном побеђује Данску-Норвешку и смањује њен значај.

### XVIII век
У овом веку Данско-Норвешка спољна политика оријентисана је ка Русији против Шведске, али су у краљевству избијали немири, а ни економска ситуација није била повољана.

### Наполеонови ратови
После је тилзитскога мира 1807. године уз Енглеску је против Наполеона била и Данска-Норвешка, и Наполеон је, у савезу с Александром I, морао нагнати и ове државе на примање континенталне системе. Данска-Норвешка је била намерна остати мирна, али након енглеских напада и она пређе на француску страну, али се унија распада 1814. године и Норвешка се отцепљује од Данске.

### Унија између Норвешке и Шведске
Унија између Шведске и Норвешке изазвала је сталне побуне, тако је левичарска партија 1884. године и 1905. године проглашавала крај уније. Дански принц, Карл тада узима име Хокон VII

## Савремено доба
Тада је дошло до економског и индустријског развоја, у пратњи умерене социјалне реформе, а посебно током Првог светског рата, пошто је била неутрална. Године 1920. јој био признат суверенитет над острвима Свалбард; 1928. је припојено острво Буве и део Антарктика; 1929. острво Јан Мајен на Атлантику. У Другом светском рату окупирана је од стране немачких трупа 1940. године и 1942. основана је окупаторска влада.
Држава је ослобођена 1945. године, а 1949. године се придружила НАТО пакту, упркос традиционалној политици Норвешке солидарности, а 1952. године основан је скандинавски савет, састављен од Шведске, Норвешке, Данске, Исланда и Финске. У два наврата, 1972. и 1994. године одбачен је референдум, међутим, предлог пре уласка у Европску економску заједницу, касније Европске уније. На унутрашњем плану, земља је позната по великој послератној економској и политичкој стабилности зајамчених богатства од експлоатације нафтних поља близу Северног мора. Године 1997. основана је влада рада за спровођење социјалне политике најнапредније у Европи.
Због економских тешкоћа, 1996. године, пала је лабуристичка партија, а заменила ју је коалиција десног центра, тј. Кјел Магне Бондевик (премијер: 1997—2000. и 2001—2005), који се залагао за мир у свету. Бондевик је изгубио на следећим изборима, а нaследио га је Јенс Столтенберг, који је победио и на изборима 2009. године, али је на изборима у септембру 2013. године изгубио од стране коалиције десног центра, предвођене Ерном Солберг. Коалиција десног центра је у парламенту имала 96. посланика, а Лабуристичка парија 65. посланика, док су осталих 8 места имале друге странке.